# Monumentul Eroilor Francezi
Le Monument des Héros Français de Bucarest (Monumentul Eroilor Francezi din București) est une statue en marbre de Carrare, dédiée "Aux soldats français tombés au champ d'honneur sur le sol roumain pendant la Grande guerre 1916-1919" (l'inscription est rédigée en français et en roumain) pour commémorer les soldats français morts au combat aux côtés de l'armée roumaine durant la première guerre mondiale et la guerre hungaro-roumaine de 1919 qui a suivi. Le monument a été sculpté par Ion Jalea. Son inauguration a eu lieu le 25 octobre 1922 dans le Parc Cișmigiu.
La statue, enlevée pendant la dictature communiste de 1945-1989 (le conflit hungaro-roumain était en fait une campagne franco-roumaine contre le régime communiste au pouvoir en Hongrie en 1919), a été réinstallée lors de la transition démocratique.

## Source
Constantin C. Giurescu et Dinu C. Giurescu, “Istoria Bucureștilor” (Histoire de Bucarest)
Ed. Vremea, Coll. Planeta București, 2009